# Tamarin de Goeldi
Callimico goeldii · Tamarin sauteur
Pour les articles homonymes, voir Tamarin et Goeldi.
 (juin 2011).
Genre
Espèce
Statut de conservation UICN

 VU A3c : Vulnérable
Statut CITES
Le Callimico (Callimico goeldii), aussi appelé Tamarin de Goeldi ou Tamarin sauteur, est une espèce de primate de la sous-famille des Callitrichinae, comme les ouistitis, les tamarins et les petits singes-lions.
Avec son pelage noir, le Callimico ressemble à un gorillon. Ce rare primate du haut bassin amazonien présente divers traits physiologiques et comportementaux propres à la fois aux callitrichinés (ouistitis et tamarins) et aux autres grands singes néotropicaux. Comme ces derniers, il possède trois molaires quadrituberculaires et la femelle donne naissance à un seul petit. Mais comme les callitrichidés, il dispose de griffes à tous les doigts excepté l’orteil. Certains auteurs ont ainsi placé cette espèce dans une famille à part (Callimiconidae), mais de récentes et nombreuses études anatomiques (dents et crâne), immunologiques et chromosomiques, l’affilient avec certitude aux callitrichinés et il est vraisemblablement plus proche des ouistitis que des tamarins.

## Nomenclature
En français, tamarin de Goeldi ou tamarin sauteur. En anglais, Goeldi’s marmoset, Goeldi’s monkey. Calimico, soim preto (Brésil). Chichillo negro (Bolivie). En Colombie (mots indiens) : jimóna (le « singe noir ») et dohógo (« celui qui mange les (annonacées) dógona»). Marapito (ethnie matsigenka du parc national de Manú, Pérou).
L'espèce a été nommée Callimico goeldii en hommage à Emil August Goeldi (1859-1917), un zoologiste suisse.

## Position systématique
En aucun cas, il ne représente l’espèce la plus proche de l’ancêtre commun aux callitrichidés, contrairement à ce qui fut longtemps cru. Le callimico constituerait en fait un type de callitrichidé qui aurait développé la posture typique d’accrochage verticale propre à cette famille mais qui n’aurait pas encore développé la capacité à se nourrir d’exsudats végétaux.
Selon une théorie avancée par W.G. Kinzey, l'ouistiti pygmée (Cebuella pygmaea) et le callimico auraient initié leur séparation écologique avec les autres callitrichidés au début du Pléistocène dans le centre de fort endémisme constitué par les forêts-refuges de la région du Río Napo au nord du Pérou, devenant au sein de leur groupe les superspécialistes de la locomotion par bonds et accrochages verticaux, un mode de déplacement particulièrement adapté à un habitat régulièrement inondé, le premier occupant la lisière et le second le cœur des forêts.

## Distribution
Nord-ouest de l’Amérique du Sud, dans le haut bassin amazonien. Sud de la Colombie (au sud du Río Caquetá), est du Pérou (à l’est du Río Ucayali), nord de la Bolivie (département du Pando au nord du Río Madre de Dios) et nord-ouest du Brésil (en haute Amazonie, depuis le haut Rio Yavarí à l’ouest jusqu’au Rio Abuña à l’est dans l’extrême nord-ouest du Rondônia, au sud jusqu’à la frontière péruvienne, au nord vers les confluences des Rios Juruá-Tarauacá et Purús-Acre). Sa distribution géographique exacte demeure encore mal connue.

## Habitat
Divers. Au sud de la Colombie, forêt pluviale primaire et rastrojo (brousse buissonnante), vallées ou collines. Au nord de la Bolivie, forêt tropicale sèche au bord des rivières où sa distribution semble conditionné par les barrières hydrologiques et les zones à bambous. Il semble éviter les terrains trop souvent inondés, privilégiant les zones à sous-bois dense et à canopée discontinue typiques de la forêt secondaire en régénérescence, de la forêt mixte et de la forêt de bambous riche en cachettes. Jusqu’à 500 m d’altitude dans les contreforts andins.

## Sympatrie et association
Cet accompagnateur s’associe volontiers avec diverses espèces de tamarins. À la frontière colombo-péruvienne, on le trouve souvent dans les mêmes zones que le tamarin à manteau noir (Saguinus nigricollis). Dans le Parc national de la Serra do Divisor (Brésil), il s’associe au tamarin empereur à menton noir (Saguinus imperator imperator). Dans le département de Pando (nord Bolivie), il est sympatrique du douroucouli à tête noire (Aotus nigriceps), du hurleur de Bolivie (Alouatta sara), du saki hirsute (Pithecia irrorata), du capucin brun (Cebus (S.) apella), du capucin à front blanc (Cebus (C.) albifrons) et s’associe au titi brun (Callicebus brunneus), au tamarin labié de Geoffroy (Saguinus labiatus labiatus) et au tamarin à selle de Weddell (Saguinus fuscicollis weddelli). Il s’associe beaucoup plus fréquemment avec le dernier qu’avec l’avant-dernier. Il profite des tamarins lors de la saison humide pour « parasiter » leur meilleure connaissance des sites fruitiers.

## Description
Robe épaisse, douce et brillante, entièrement noire. Les poils mesurent 1 à 2 cm de long. Les jeunes ont parfois les cuisses et la croupe grisâtres. Une belle crinière descend sur le cou et les épaules. Peau noire au niveau des pieds et mains ainsi que de la face (lèvres, museau, oreilles), blanche ailleurs. Face presque nue ornée d’épaisses moustaches latérales qui tombent sur la mâchoire inférieure. Tête parfois tachetée de blanc et marques chamois présentes sur la nuque. Le dessous presque nu est couvert de poils fins, la peau blanche n’étant visible que lorsque l’animal se détend. Quelques anneaux chamois éclairent la base de la sombre queue plumeuse. La queue peut se replier sous le ventre mais n’est pas préhensile. Extrémité des membres dotée de griffes.

## Mensurations
Corps de 21,6 à 23,2 cm. Queue de 25,5 à 32,4 cm. Poids 490 g (de 400 à 535 g). Cerveau : 10,8 g. Rapport longueur bras/jambes (x100) : 69. Caryotype : 2n = 47, 48.

## Domaine
30 à 80ha (Pando, nord Bolivie). Plus étendu durant la saison humide.

## Densité
1 groupe/4 km2 (Pando).

## Locomotion
Quadrupède. Marche, galope et sautille sur les lianes et les petites branches à la façon d’un écureuil mais saute aussi de tronc en tronc le corps à la verticale (saut-accrochage). Budget de locomotion (Pando) : déplacements quadrupède (30 %), saut-accrochage (46 %) et autres (24 %). Bonds jusqu’à 6-8m et peut sauter de plus de 4 m d’arbre en arbre au ras du sol sans perdre de hauteur, ce qui constitue une manière très silencieuse de voyager. Descend le long des troncs la tête la première comme les tamarins et plus souvent la queue en premier comme les grands singes néotropicaux.

## Comportements basiques
Diurne. Arboricole.

## Activités
Parcourt chaque jour 2 km, utilise certaines routes privilégiées et se déplace selon un trajet circulaire aux limites extérieures de son domaine. Le budget d’activités varie selon les saisons et à la période des pluies. S’active depuis 6h15 juste après l’aube jusqu’à 17h30 juste avant le crépuscule. Lorsqu’il s’associe au tamarin à selle, les deux groupes de primates se rassemblent par des cris de coordination-contact émis au petit matin (ces appels décroissent au fur et à mesure que le rassemblement se forme), passent toute la journée ensemble sauf à midi lors du repos et durant la nuit, se nourrissent de fruits tôt le matin et dans l’après-midi, d’insectes en fin de matinée, sans compétition (chacune ayant son niveau d’alimentation), les callimicos se déplaçant le plus souvent en arrière des tamarins.
Les membres se déplacent un par un séparés par environ 15 m (maximum 40 m) et unis par des cris de contact permanents, entre 0 et 9 m dans les forêts riveraines, entre 1 et 3 m dans les forêts de bambous. Quel que soit l’environnement dans lequel il évolue, il voyage à tous les niveaux, de la cime des arbres à la terre ferme, mais passe beaucoup de son temps à moins 5 m du sol (88 % des observations au nord de la Bolivie), un comportement unique chez les singes néotropicaux. Grimpe dans la canopée à la recherche de fruits, descend à terre pour capturer des insectes (sauterelles) et de petits vertébrés, fourrageant à la manière du tamarin à selle et des petits singes-lions. Il se repose en sous-groupes compacts (1 à 4 individus) à moins de 2 m de hauteur dans les broussailles denses ou sur le tronc incliné d’un arbre mort, ces pauses durant 30 à 90 min au cours desquelles les primates s’épouillent et prennent parfois un bain de soleil. À la nuit tombante, il s’endorment pelotonnés dans un trou d’arbre ou dans le sous-bois dense ou encore dans les fourrés de bambous, toujours au-dessous de 15 m de hauteur.

## Alimentation

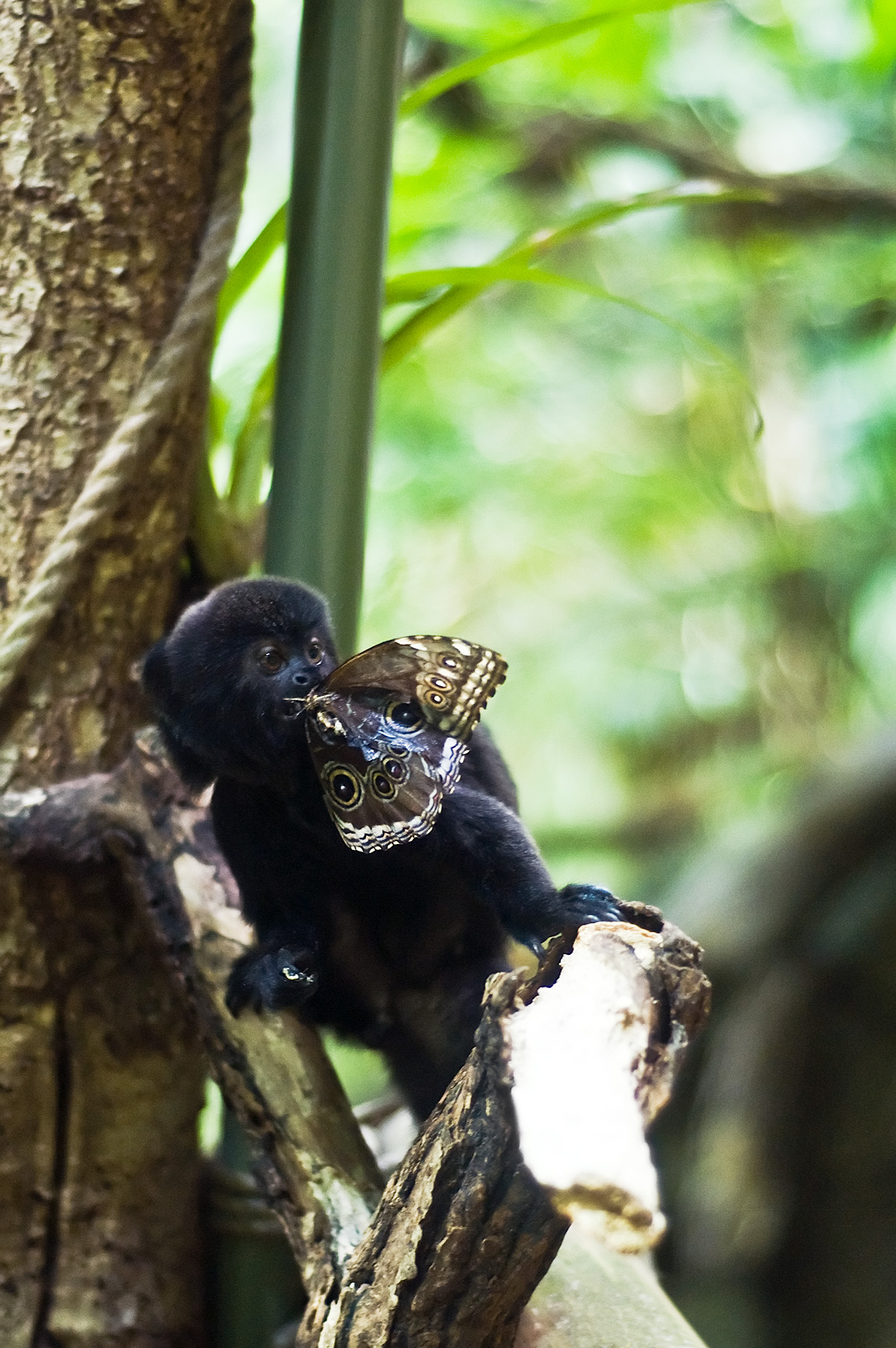
Jeune callimico dévorant un papillon.

Folivore-frugivore. Peut-être davantage végétarien que les autres tamarins, ce qui expliquerait pourquoi il a conservé ses troisièmes molaires alors qu’elles ont disparu chez ses cousins.
Il grignote les jeunes feuilles et les plantes épiphytes mais ne consomme pas d’exsudats à l’exception de ceux provenant des gousses collantes des mimosacées Piptadenia. Au nord de la Bolivie (Pando), il consomme les fruits du cécropia Cecropia morassi, du guaro (Pseudomeldia macrophylla) et du murure (Clarisia racemosa) et, à la fin de la saison sèche, il dépend beaucoup des fruits des cécropias (Cecropia spp.) et des curupay (Piptadenia spp.) ; ici, les champignons (Ascopolyporus polyporoides, Ascopolyporus polychrous, Auricularia auricula et Auricularia delicata) représentent jusqu’à 29 % du régime et sont cueillis sur le bois pourrissant.

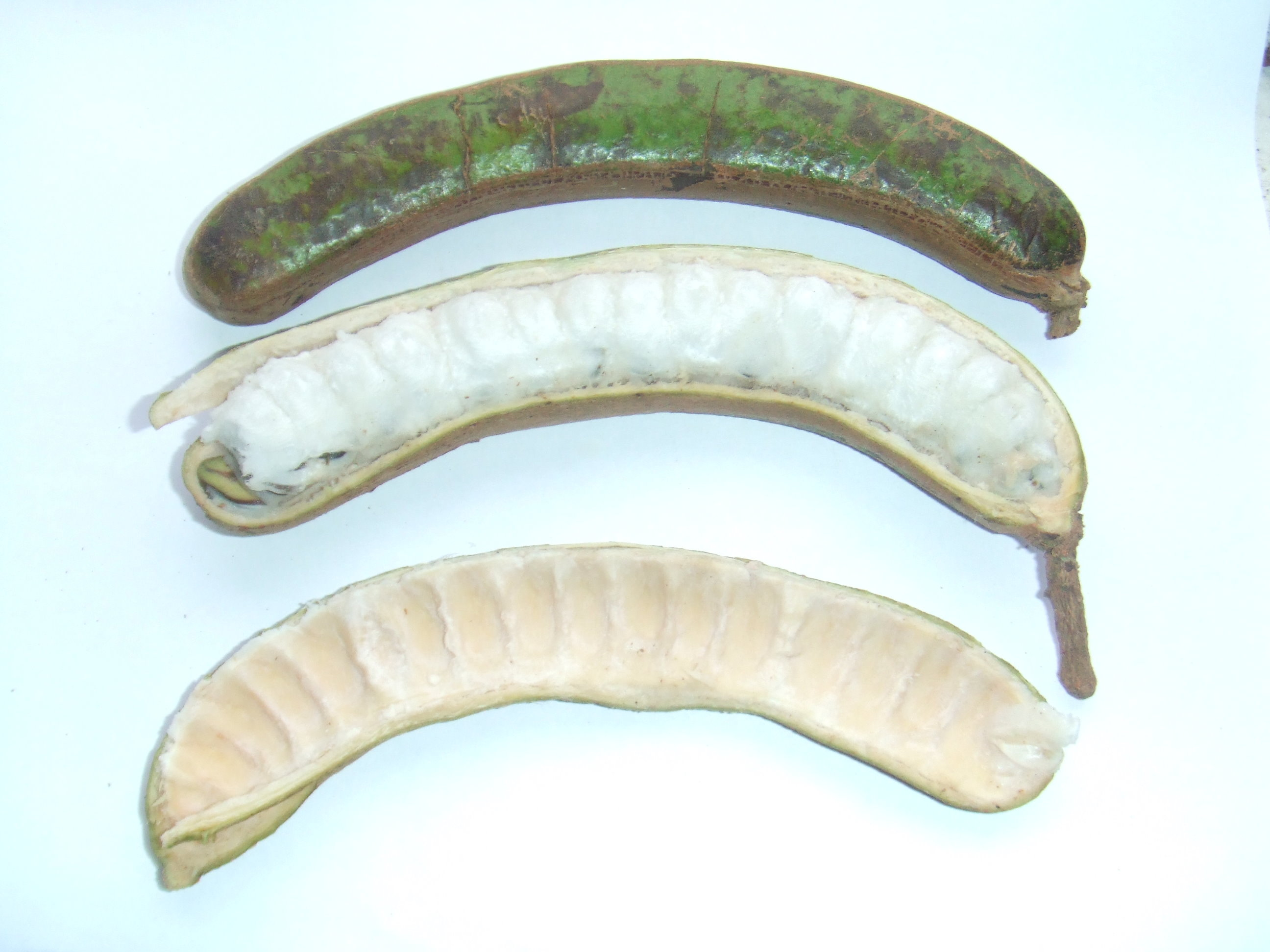
Gousse d'un inga

Au sud de la Colombie, il consomme surtout deux annonacées dógona (genres Rollinia et Annona), se régalant aussi des fruits de l’ingá (Inga sp.), du strychnos (Strychnos toxifera), du kíridino (Brosimum rubescens), de l’ukúyu (Macoubea sp.) et des « raisins » de l’uvilla (Pourouma cecropiaefolia) ; ici, la femelle met systématiquement bas entre mars et avril, quand il y a maximum de fruits guacure (Poraqueiba sericea) qu’elle n’hésitera pas à aller ramasser au sol. S’aventure aussi dans les terrains cultivés, pillant les fruits du cacao et du caimé (sapotacée). En captivité, il se nourrit volontiers de grenouilles ou de petits serpents, mais chasserait peu ce style de proies dans la nature. S’abreuve dans les mares au sol, à la différence des callitrichidés qui lèchent les feuilles.

## Taille du groupe
De 2 à 10. De 2 à 5 (Bolivie). De 5 à 8 (d’après Heltne et al.).

## Structure sociale et système de reproduction
Groupe multimâle-multifemelle. Polygynie, parfois polyandrie. On a longtemps cru qu’il pratiquait la monogamie (observations en captivité). Au sein d’un groupe, on trouve souvent deux femelles reproductrices. Il semble que les individus nés et restés dans le groupe ne se reproduisent pas. Groupes compacts mais isolés les uns des autres par plusieurs kilomètres. Sous-groupes de repos.

## Reproduction
Le mâle goûte l’urine des femelles pour vérifier leur réceptivité. La femelle en chaleur sollicite le mâle en s’aplatissant et en s’étirant avant de dresser la queue tandis qu’elle se relève, exposant ainsi la zone anogénitale à la vue de son partenaire. Elle passe ensuite plusieurs fois devant lui, plaçant sa queue devant son museau. Enfin, elle abaisse l’avant-corps devant le mâle tout en le regardant fixement. Le mâle répond par un toilettage de la couronne de la femelle puis se dirige vers le dos (alors arqué) où il frotte son nez, renifle et lèche les poils, enfin il prend position derrière la femelle tandis que celle-ci s’offre en levant la croupe et en aplatissant le dos. Durant la copulation, la femelle se retourne pour placer sa main sur la tête ou les épaules de son compagnon, elle peut même le lécher ; quant au mâle, il frotte son nez ou lèche le dos de sa partenaire et remue la langue comme pour sentir l’air (sorte de flehmen). Après l’éjaculation, les partenaires se lèchent mutuellement et examinent leurs parties génitales respectives.
À la différence des autres callitrichidés, la femelle met bas un unique petit, au lieu de deux chez les ouistitis et les tamarins. Lorsque deux jumeaux naissent, un seul survit. L’intervalle moyen entre deux naissances est de 169 jours. Cycle œstral : 22-27 jours et œstrus : 7 jours. Les femelles sont polyœstrales, elles peuvent mettre bas deux fois par an, en septembre-octobre puis en avril-mai au nord de la Bolivie. La gestation moyenne dure 150 jours (de 139 à 180). Le nouveau-né pèse de 30 à 60 g. La femelle peut se reproduire très jeune (16 mois) et deux fois par an. Cette stratégie de maturation rapide et d’ovulation post-partum lui permet de ne donner naissance qu’à un seul petit à la fois et non à des jumeaux, ce qui augmente in fine le potentiel reproductif de l’espèce (moindre mortalité infantile, réduction de l’alloparentage, possibilité de synchronisation des mises bas au sein du groupe).

## Développement
La mère porte le nouveau-né durant les 3 premières semaines, son père ou un adulte apparenté s’en charge ensuite (donc beaucoup plus tardivement que chez les ouistitis et tamarins) et à partir de la quatrième semaine la responsabilité du transport est assumée par tout le groupe. La mère devient agressive vis-à-vis de son enfant entre 2 et 5 semaines, afin de faciliter ce transfert. Le bébé femelle est transféré au mâle plus tôt que le bébé mâle (18 jours contre 25,4 jours) et est alimenté moins souvent (1,8 fois/heure contre 2,4 fois/heure). À quatre semaines, le jeune ingère ses premiers aliments solides donnés par ses parents. À 7 semaines, il commence à fourrager seul. Le sevrage se termine à un an. Maturité sexuelle à 16-18 mois. Les femelles peuvent se reproduire dès l’âge de 16 mois, une précocité extrême seulement dépassée par les galagos et les microcèbes en Afrique.

## Longévité
Jusqu’à 18 ans, en captivité.

## Communication

### Communication orale
Répertoire vocal d’une quarantaine de sons.
Le cri de coordination longue-distance est un sifflement ultrasonique de 3-4s qui porte à environ 100 m, composé d’une douzaine d’impulsions sonores trillées de durée croissante et d’intensité décroissante (fréquence de 6 à 10 kHz), utilisé dans les groupes mixtes callimico-tamarin. Un appel, parfois répété, de 6 à 8 fortes notes ascendantes, la dernière pouvant être répétée de nombreuses fois, est utilisé dans une situation d’isolement mais aussi pour réduire la tension (rencontre agonistique).
Un gazouillis fait de longues séries de simples notes de plus en plus déconnectées, variable en volume, émis bouche ouverte ou fermée, par tous les membres, est utilisé pour maintenir la cohésion du groupe, durant les déplacements, le repos, l’alimentation, la communication mère-enfant ; un appel produit dans le même type de contextes est un sifflement fait de deux notes ascendantes qui sert entre autres à communiquer l’identité, la position et l’activité de l’émetteur.
Les deux types de cri d’alarme sont des appels détonants ‘tchuck’, courts et bas (entre 1,6 et 2,5 kHz, il entraîne une réaction de contre-attaque, entre 2,6 et 5,2 kHz il entraîne au contraire l'immobilisation de l’animal), émis pour alerter le groupe ou menacer un intrus. En cas d’énervement, il donne des ‘chik chik’, pelage hérissé. L’on entend un ‘truuu’ lors des interactions agonistiques, assorties de mouvements de langue. Sifflement doux monosyllabique, émis bouche close ou mi-close (pouvant être nasal), répété à intervalles longs et émis par tous les membres du groupe pour rasséréner le couple ou la famille. Sifflement court, aigu et modérément puissant, émis bouche close ou mi-close dans un contexte alimentaire et de mouvement. Cri long et perçant émis pour signaler une menace ou prévenir le groupe ou attirer l’attention, appel le plus puissant du répertoire et qui entraîne la fuite, l’attaque ou la prise en main des enfants. Chant émis bouche grande ouverte et cou tendu, long, puissant et rythmique, fait de notes successivement ascendantes, plates et descendantes, émis lors des séquences de marquage, lors de la découverte d’un site alimentaire ou à la vue d’un enfant mort.
L’enfant pousse des cris longs, puissants et répétés ‘chrr’, bouche ouverte et dents parfois visibles, sa mère y répondant en l’allaitant, en partageant sa nourriture, en le touchant ou en contraire en se retirant.

### Communication visuelle
Rentre et tire la langue bouche quasi close ou bien expose ses dents bouche grande ouverte pour véhiculer une menace intense, obligeant le récepteur à s’éloigner, à s’enfuir ou à contre-attaquer. Dévisagement de menace, yeux grand ouverts. Le froncement des sourcils, associé au plissement du museau et à une piloérection de la couronne, communique une menace modérée. Posture bipède, avec mains libres, sourcils froncés, piloérection du corps et/ou de la queue, communiquant une menace offensive. Posture bipède, les mains accrochées à un support vertical, regard fixe, en réponse à une menace directe d’intrus ou à un cri d’alarme, entraînant le retrait ou le rapprochement des congénères. En colère, un sujet dominant fait le « gros dos » tel un chat, membres tendus, avec sourcils froncés et piloérection (afin d’apparaître plus grand). Grimace d’apaisement produite par les subordonnés. Sollicite le toilettage en se tapissant tête plus basse que la croupe ou en position assise en déroulant et enroulant sa queue.

### Communication olfactive
Debout sur ses quatre pattes, fait aller et venir sa queue sur le dessous du corps pour l’enduire d’urine et de sécrétions brun clair issues des glandes anales et sternales, comportement fréquent réservé aux adultes et servant au marquage du domaine et du dortoir, au marquage auto-personnel, à stimuler le toilettage et la copulation. Le balayage de la queue peut se limiter à la seule zone anogénitale. Frottement de la tête, des épaules et/ou du dos contre un support vertical, réservé aux adultes, assorti ou non d’un éternuement, comportement modérément commun à fin territoriale. Frottement du nez sur les branches, assorti ou non d’un éternuement, comportement commun utilisé dans divers contextes (délimitation territoriale, diminution de la tension individuelle, rejet d’un congénère). Frottement anal sur un substrat horizontal en position assise, réservé aux adultes, produit d’abord par le mâle dominant, à fin territoriale ou dans un contexte agonistique (peut être accompagné de cris dans ce dernier cas). Frottement sternal (rare) sur un substrat horizontal. Frottement pubien-abdominal, à fin territoriale chez le mâle adulte et pour montrer sa réceptivité chez la femelle en chaleur.

### Communication tactile
Allogrooming réciproque fréquent, souvent à la mi-journée. Utilise les mains, parfois les dents et la langue pour nettoyer les poils. Le groomer toilette surtout la selle, le dos, les flancs, l’extérieur des cuisses et certaines parties du visage, et mordille parfois la glande sternale. Le toilettage des petits atteint son climax à quatre semaines et c’est le plus souvent la mère qui s’en charge. Deux individus s’assoient fréquemment côte à côte pour se réchauffer et se rassurer.

## Prédateurs

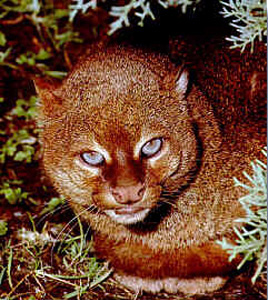
Jaguarondi

Rapaces, grands serpents, tayra (martre à tête grise) et jaguarondi, dont il se protège en s’associant à diverses espèces de tamarins particulièrement vigilantes.

## Conservation

### Menaces
Déforestation. Son habitat spécialisé et sa rareté naturelle représentent un gros handicap pour l’espèce. Les jeunes sont parfois capturés pour devenir des animaux de compagnie. Parvenus à l’âge adultes, ils se révèlent généralement agressifs vis-à-vis de leurs propriétaires qui finissent par s’en débarrasser.

### Aires protégées
PN de Cahu narí (Colombie). PN de la Serra do Divisor (Brésil). PN de la Manu (Pérou). Rfa. de Manuripi Heath et RE du Río Tahuamanú (Bolivie).

### Statut de conservation
Quasi menacé.

## Double stratégie
Le Callimico passe le plus clair de son temps à moins de 5 m au-dessus du sol, un comportement unique chez les singes néotropicaux. C’est une stratégie efficace pour échapper aux rapaces, ses principaux prédateurs. En cas d’alerte maximale, le callimico peut descendre subitement jusqu’à la terre ferme pour se dissimuler. L’homme a mis à profit ce comportement pour le chasser à courre à l’aide de chiens.
Parfois, ce primate adopte une stratégie défensive différente : les adultes dissimulent leurs jeunes dans un buisson bas et puis remontent en courant se cacher dans les arbres. De fait, le danger aérien est beaucoup plus grand pour les petits que pour les adultes. Le Callimico semble être le seul primate sud-américain à « abandonner » de la sorte ses enfants. À l’ouest de Sumatra, le rare Surili des Mentawai (Presbytis potenziani) a un comportement analogue.